# Bolina
Em termos náuticos, navegar à bolina, bolinar ou velejar de contra-vento é marear (ou seja, navegar) com vento afastado o máximo 6 quartas da proa (± 45 graus). É uma técnica empregada por  embarcações que consiste em ziguezaguear contra o vento, o que permite navegar por zonas onde o vento não é favorável.
As primeiras  embarcações que se têm notícia a utilizar esta técnica com sucesso são as caravelas portuguesas, durante a Era dos Descobrimentos.
O termo bolina é empregado no Brasil como sinónimo de patilhão

## Navegar contra o vento, de bolina cochada, ou «à bolina»

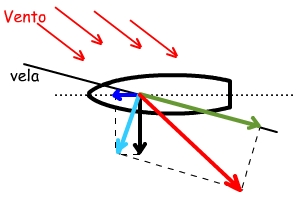
Navegação contra o vento

Para se navegar contra o vento, a  vela é colocada de modo a que o seu plano divida aproximadamente em partes iguais o ângulo formado pela direcção do barco e a direcção do vento. O vento empurra a vela sempre segundo um ângulo perpendicular ao plano que ela define.  A força do vento pode ser decomposta em três componentes: uma força que obriga o ar a deslocar-se ao longo da vela (a verde),outra que exerce pressão sobre a vela (a azul claro), e uma terceira força de sucção que se forma na face de sotavento da vela (o mesmo princípio das asas dos aviões, com o aumento da velocidade esta força aumenta e o barco avança).  A resistência da água na quilha ou patilhão impede que um barco se mova lateralmente.  Um barco tem de avançar na direcção da sua proa.  A força que exerce pressão sobre a vela (a azul claro) pode ser decomposta em duas componentes: uma força que tenta deslocar o barco lateralmente mas apenas o consegue inclinar (a preto) e outra que é a que efectivamente faz o barco avançar (a azul escuro).
Por isso, a maipela retaguarda (valuma), uma outra parte (a preto) inclina o barco e, finalmente uma pequena parte (a azul escuro) faz com que o barco navegue à bolina.

## Outras mareações
Mareação é o termo náutico empregue para designar as diferentes posições que toma um veleiro em relação à direcção do vento, como:
- Popa – embarcação com vento à popa
- Largo – embarcação com vento lateral